# Gladstone (Michigan)
Gladstone é uma cidade localizada no estado americano de Michigan, no Condado de Delta.

## Demografia
Segundo o censo americano de 2000, a sua população era de 5032 habitantes.
Em 2006, foi estimada uma população de 5223, um aumento de 191 (3.8%).

## Geografia
De acordo com o United States Census Bureau tem uma área de
20,4 km², dos quais 12,8 km² cobertos por terra e 7,6 km² cobertos por água. Gladstone localiza-se a aproximadamente 192 m acima do nível do mar.

## Localidades na vizinhança
O diagrama seguinte representa as localidades num raio de 52 km ao redor de Gladstone.